# Минали животи
„Минали животи“ (на английски: Past Lives) е американски филм, мелодрама от 2023 година на режисьора Селин Сонг. Филмът проследява романтичната любов на корейски ученик и ученичка в продължение на 24 години и как се разделят, всеки живеейки своя живот.
Премиерата на филма за България е на 29 март 2024.

## Сюжет
Внимание:  Текстът по-долу разкрива сюжета на произведението (или части от него)!
Момичето На Ен и момчето Хе Санг, 12-годишни съученици от Сеул, които имат романтични чувства един към друг, отиват на среща. Изглежда, че в бъдеще ги очаква щастлив съвместен живот. Но родителите на момичето емигрират в Канада и учениците губят връзка един с друг. В Торонто, майката на момичето предлага тя да смени корейското си име с „американско“ и На Ен става Нора Мун.
Дванадесет години по-късно, през 2012 г., Хе Санг завършва военната си служба и Нора се мести да живее и работи в Ню Йорк. Един ден Нора разбира от Facebook, че Хе Санг търси На Ен, без да знае, че името ѝ е променено. Нора пише на Санг и той е много щастлив, че е намерил училищната си любов и те започват постоянно да общуват чрез видеоразговори, въпреки че това носи определени трудности. Когато в Сеул е ден, в Ню Йорк все още е дълбока нощ. Срещата на влюбената двойка все още не е възможна, тъй като Нора започва кариерата си на писател в Ню Йорк, а Хе Санг се мести в Китай, за да учи китайски. Осъзнавайки, че безкрайните видеочатове и „виртуалната любов” няма да доведат доникъде, Нора предлага на Хе Санг да прекъснат комуникацията. По време на един от часовете си по литература Нора среща младия писател Артур, влюбва се в него и няколко години по-късно се женят. Хе Санг също среща момиче, с което започва да излиза.
Минават още дванадесет години. Артър и Нора живеят в Ню Йорк и Хе Санг решава да ги посети. Нора е много щастлива да види Санг и двамата се разхождат из Ню Йорк, чудейки се какво щеше да стане, ако не бяха скъсали. Тогава Нора, Артър и Санг се срещат в ресторант и тъй като Артър не разбира корейски добре, Нора превежда всеки разговор, но в крайна сметка забравя за съпруга си и говори изключително на корейски с Хе Санг. По-късно Нора се извинява на съпруга си за това, но Артър казва, че това са глупости и че се радва да се запознае със Санг.
На следващия ден Хе Санг тръгва за Корея. Нора и Санг се споглеждат дълго и многозначително. Санг пита Нора каква ще бъде връзката им в следващия живот и Нора казва, че не знае. „Ще се видим тогава“, казва Санг и тръгва с такси, а Нора се връща в апартамента си и, прегръщайки Артър, започва да плаче.

## Актьорски състав
| Актьор             | Роля                                                   |
| ------------------ | ------------------------------------------------------ |
| Грета Лий          | Нора Мун – корейско момиче емигрант, живеещо в Ню Йорк |
| Син А Мун          | младата Нора (На Ен)                                   |
| Тео Ю              | Хе Санг – млад мъж, приятел от детството на Нора       |
| Син Мин Им         | младият Хе Санг                                        |
| Джон Магаро        | Артур – съпругът на Нора                               |
| Джи Хе Юн          | майката на Нора                                        |
| Чой Уон Йонг       | бащата на Нора                                         |
| Мин Янг Ан         | майката на Хе Санг                                     |
| Джоджо Т. Гибс     | Джанис                                                 |
| Емили Кас Макдонъл | Рейчъл                                                 |
| Федерико Родригес  | Робърт                                                 |
| Конрад Шот         | Питър                                                  |
| Кристен Сий        | Хедър                                                  |